# مودتشوت (محطة مترو أنفاق لندن)
مودتشوت (بالإنجليزية: Mudchute)‏ هي إحدى محطات مترو أنفاق لندن. تقع على خط قطار دوكلاندز الخفيف (فرع لويشام) أفتتحت في المنطقة (Zone) رقم 2 أفتتحت في 31 أغسطس 1987، تم تحويلها 1999. 